# Athanásios Diákos
Pour les articles homonymes, voir Diakos.
Athanásios Diákos (en grec moderne : Αθανάσιος Διάκος), né en 1788 et mort en 1821, était un révolutionnaire et héros de la guerre d'indépendance grecque. Son véritable nom est l'objet de discussions. Athanásios-Nikólaos « Diákos » Massavétas, selon certains, est l'un des plus célèbres protagonistes des combats qui ont mené à l'indépendance de son pays, en 1821. Selon d'autres, son vrai nom était Athanásios Grammatikós,,. Il fut initié dans la Filikí Etería en 1818, et en 1820 il devint armatole de Livadiá. En avril 1821, avec d'autres officiers, il s'empara de la citadelle de Livadiá. Il s'en servait comme repaire, d'où il mena nombre de combats victorieux. Il prit le pont d'Alamána près des Thermopyles et le 22 avril 1821 il combattit contre l'armée d'Omer Vrioni. Pendant cette bataille il fut fait prisonnier, et comme on le transportait à Lamía il fut empalé par les Turcs et brûlé le 24 avril 1821 (la tradition dit qu'il a été rôti à la broche). Le récit de ses exploits et de sa mort tient autant de la légende que de l'histoire. L'armée grecque lui a décerné le grade de général à titre honorifique.

## Jeunesse
Petit-fils d'un klephte, Diákos est né en Phocide, à Áno Mousounítsa (aujourd'hui Athanásios Diákos, dans le dème de Delphes), ou selon des sources différentes à Artotína (dans le dème de Doride). L'hypothèse de sa naissance à Artotína apparaît dans l'arbre généalogique des Diákos, tel que l'a dessiné en 1883 l'historien Krémos (el), dans la biographie que lui a consacrée Ródios en 1835, dans Ellinika de Ragkavís (el) en 1853 et dans l'état de sa famille édité en 1865 par la commune de Krokyleíos sur laquelle se trouve Artotína.
L'hypothèse de sa naissance à Áno Mousounítsa provient des témoignages de Yánnis Goúras, Ioánnis Filímon (el), Christóphoros Perrevós, et d'auteurs étrangers comme George Finlay, Bartholdy et Hertzberg. Il existe une longue inimitié entre les deux villages qui revendiquent tous deux la naissance de Diákos. À l'âge de 12 ans il a été envoyé par son père, chargé d'une nombreuse famille, au monastère de Saint Jean-Baptiste (Αγίου Ιωάννου Προδρόμου) à Artotína. Il devint moine au bout de 5 ans, et distingué par sa piété, se retrouva vite diacre.
La tradition populaire raconte qu'un pacha vint au monastère avec sa troupe et fut transporté par l'apparition du jeune moine. Diákos, offensé par les dires et les propositions du Turc, se mit en colère et le tua. Cet évènement l'obligea à s'enfuir dans les montagnes de la région, où il devint klephte. Selon une autre tradition, Diákos avait pris part à un mariage à Artotína, où on faisait la fête et tirait des coups de feu selon la coutume. Une balle perdue vint frapper et tuer le fils de Kontogiánnenas, qui était d'une grande famille de Kostorítsa (un village voisin d'Artotína). Le crime fut imputé à Diákos par tous, Turcs et Chrétiens, bien qu'il ne fût pas du tout sûr que ce fût lui le meurtrier involontaire. Il dut se cacher dans la montagne pour fuir les détachements turcs lancés à sa recherche. Plus tard, pour la fête du 15 août, Diákos descendit au village. Les Turcs, qui le guettaient, le prirent en compagnie d'un certain Kafetzós qu'ils pourchassaient, et les emmenèrent devant Ferat-Efendi, le chef de Lidorikí, qui les fit emprisonner. Diákos réussit à s'enfuir en compagnie de Kafetzós, et ils repartirent dans la montagne. Ils arrivèrent ensemble dans le repaire d'un klephte bien connu de la Doride, Tsam Kalógeros.

## Klephtes et armatoles

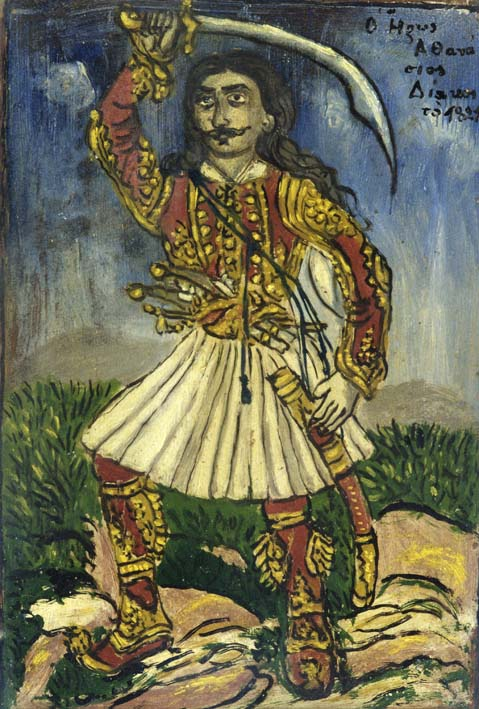
Diákos par Théofilos

Le capétan Tsam Kalógeros, lors d'une bataille avec les Turcs, fut gravement blessé à une jambe, et serait tombé entre leurs mains si Diákos n'était pas resté pour le protéger. L'épée à la main, il le releva et le transporta jusqu'à Gramméni Oxiá, une hauteur à deux heures de marche d'Artotína. Les autres klephtes les ayant rejoints, Tsam Kalógeros leur dit « si je meurs, c'est lui qui doit devenir votre capétan ». Plus tard, les klephtes se séparèrent en petits groupes (en grec moderne bouloúkia), poursuivis par les Turcs. Un petit groupe se forma autour de Diákos, avec Goulas et Skaltsodímos. À cette époque, Diákos apprit que son père et l'un de ses frères, Apóstolos, étaient morts. Diákos avait deux frères, Apóstolos et Konstantínos, qu'on appelait aussi Massavétas, et deux sœurs Kalomíra (Bienheureuse) et Sofía. Le père, en compagnie d'Apóstolos et de Konstantínos, préférait la vie de berger et se trouvait dans les pâturages d'hiver avec les troupeaux. Une troupe de Turcs, arrivée près de leurs huttes, avait arrêté le père et le fils parce qu'ils aidaient et nourrissaient des klephtes. On les emmena à Patratsíki (Ypati). Konstantínos était ailleurs, il ne fut donc pas pris. Les deux autres furent tués la même nuit dans la prison. Dès qu'il apprit la chose, Diákos promit de se venger. Aucun groupe de Turcs ne pouvait se montrer sans qu'il ne le décime avec ses pallikares. À partir de là ils commencèrent à revendiquer l'armatolat de la région. Ainsi un jour les klephtes, lors de l'attaque de Baïria (près d'Artotína), enlevèrent Kroustállo, une fille de Babalí, kodjabashi (el) de Doride. Les kleftes l'emmenèrent à Karyá, dans leur repaire. Ils dirent à Babalí que s'il voulait revoir sa fille, il devait aller à Lidoríki et faire en sorte que les Turcs leur confient l'armatolat. Et ils l'obtinrent.

À cette époque Ali Pacha, à Jannina, faisait des plans contre le Sultan et avait invité tous les capétans, Albanais et chrétiens. Skaltsodímos aurait dû faire partie de l'assemblée, comme représentant des armatoles de Lidoríki, mais il envoya Diákos à sa place. Athanásios Diákos resta armatole pendant deux ans (1814-1816), dans l'armée d'Ali Pacha, où il rencontra Odysséas Androútsos. Lorsque Androútsos devint capétan d'une unité d'armatoles à Livadiá, Diákos était depuis un an son protopallikare. Durant les années qui précèdent la Révolution de 1821, Diákos a créé sa propre troupe de klephtes, et comme beaucoup d'autres capétans klephtes et armatoles, est devenu membre de la Filikí Etaireía.

## La guerre d'indépendance

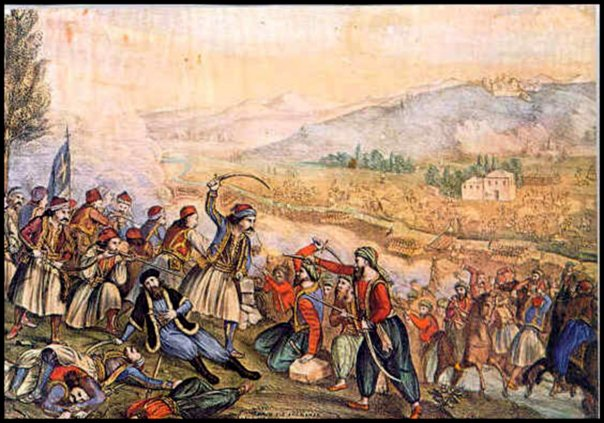
Bataille d'Alamána. Isaias

Dès l'éclatement des hostilités, Diákos et Vasílis Boúsgos (el), un de ses amis capétan de la région, conduisirent un groupe de combattants à Livadiá pour s'en emparer. Le premier avril 1821, après trois jours de combats sauvages de maison en maison, l'incendie de la maison de Mir Aga (y compris le harem), et la prise de la forteresse, la ville tomba aux mains des Grecs. Livadiá libérée arbora le drapeau grec le 4 avril à la forteresse. Khursit Pacha, mandaté par le Sultan, envoya deux de ses meilleurs officiers depuis la Thessalie, Omer Vryonis et Kiosé Mehmet, à la tête de 8 000 fantassins et 900 cavaliers turcs, avec l'ordre de mettre fin à la révolte en Roumélie, puis d'avancer vers le Péloponnèse pour mettre fin au siège de Tripolizza. Vryonis, d'origine albanaise et pacha de Berat, était un bon officier qui connaissait très bien le terrain et les Grecs soulevés, qu'il avait connus pour la plupart à la cour d'Ali Pacha. Il y avait aussi avec lui les Albanais Telechá-Bey, Hassan Tomarítsas, et Mehmet Tsapáras. Diákos et son groupe, renforcés par les combattants de Panourgiás (el) et de Dyovouniótis (el), décidèrent de couper la route aux Turcs vers la Roumélie en prenant des positions défensives près des Thermopyles. Les Grecs au nombre de 1 500 se scindèrent en trois corps ; Dyovouniótis allait protéger le pont de Gorgopotámos, Panourgiás les hauts de Chalcomátas, et Diákos le pont d'Alamána. Installés à Lianokládi, près de Lamía, les Turcs se divisèrent aussi en plusieurs formations. La plus forte troupe attaqua Diákos. Une autre attaqua Dyovouniótis, qui fit rapidement retraite, et la dernière Panourgiás, dont les hommes reculèrent quand il fut gravement blessé, et où l'évêque Salomon Isaïas et son frère Papagiannis trouvèrent une mort héroïque. Après ces retraites des Grecs, les Turcs concentrèrent leurs forces sur la position de Diákos au pont d'Alamána. Se voyant presque submergé par l'ennemi, Boúsgos, qui tenait une position près de Diákos, lui proposa de reculer. Diákos choisit de rester et de combattre en compagnie de 48 autres braves, dans un corps à corps désespéré, quelques heures avant qu'ils ne soient tous broyés.

## Mort de Diákos
Diákos, grièvement blessé à l'épaule droite, fut capturé par cinq Turcs. Ses compagnons, Kalyvas et Vakogiánnis, qui se précipitèrent l'épée à la main pour le sauver, furent tués près de leur chef. Diákos fut transporté par les Turcs à Lamía, devant Omer Vryónis, lequel lui proposa de le nommer officier supérieur dans l'armée ottomane s'il se convertissait à l'islam. Diákos refusa et répondit « Moi je suis né Grec, et Grec je mourrai ». Omer Pacha montra sa sympathie pour Diákos, mais un certain Halil Bey de Constantinople plaida pour une mort immédiate, et qui puisse servir d'exemple pour terroriser la population. Il fut donc empalé le lendemain à Zitoúni, près de Lamia, puis brûlé. Plusieurs récits de sa mort se croisent. Trikoúpis lui prête des paroles qui feraient allusion à la résurrection de l'hellénisme : « Vois quel moment Charon a choisi pour me prendre, maintenant que les rameaux fleurissent et que de la terre sort la verdure ». Selon Filímon il se serait tourné vers les Albanais pour dire : « N'y a-t-il parmi vous aucun pallikare pour m'achever d'un coup de pistolet, que j'échappe à ces Turcs ? ».

## Héroïsation
Après sa mort, les Turcs ont jeté son corps dans un ravin, mais un « agent double », initié de la Filikí Etería et travaillant pour Ali Pacha, a racheté son corps et l'a enterré. Il a été reconnu comme officier de première classe par le gouvernement grec, et sa sœur a bénéficié d'une retraite jusqu'à sa mort en 1873. L'emplacement de sa tombe a été oublié, puis retrouvé en 1881. En 1888 a eu lieu le premier service mémoriel, et le buste que l'on peut toujours voir a été mis en place à Livadiá. Un monument se dresse maintenant près du pont d'Alamána, au bord du Sperchios, sur le lieu de son dernier combat. Pour honorer sa mémoire, le village d'Ano Mousounítsa (où était né son père) a été renommé « Athanásios Diákos » le 15 décembre 1958. En 1930, lors de la célébration du centenaire de l'indépendance, une plaque de marbre a été installée à l'entrée de sa cellule, dans le monastère où il a passé sa jeunesse, sur laquelle on lit « Ici a vécu comme moine le fils d'Artotína Athanásios Diákos - inauguré le 30 août 1930 ».

## Diákos dans l'art

### Peinture et sculpture

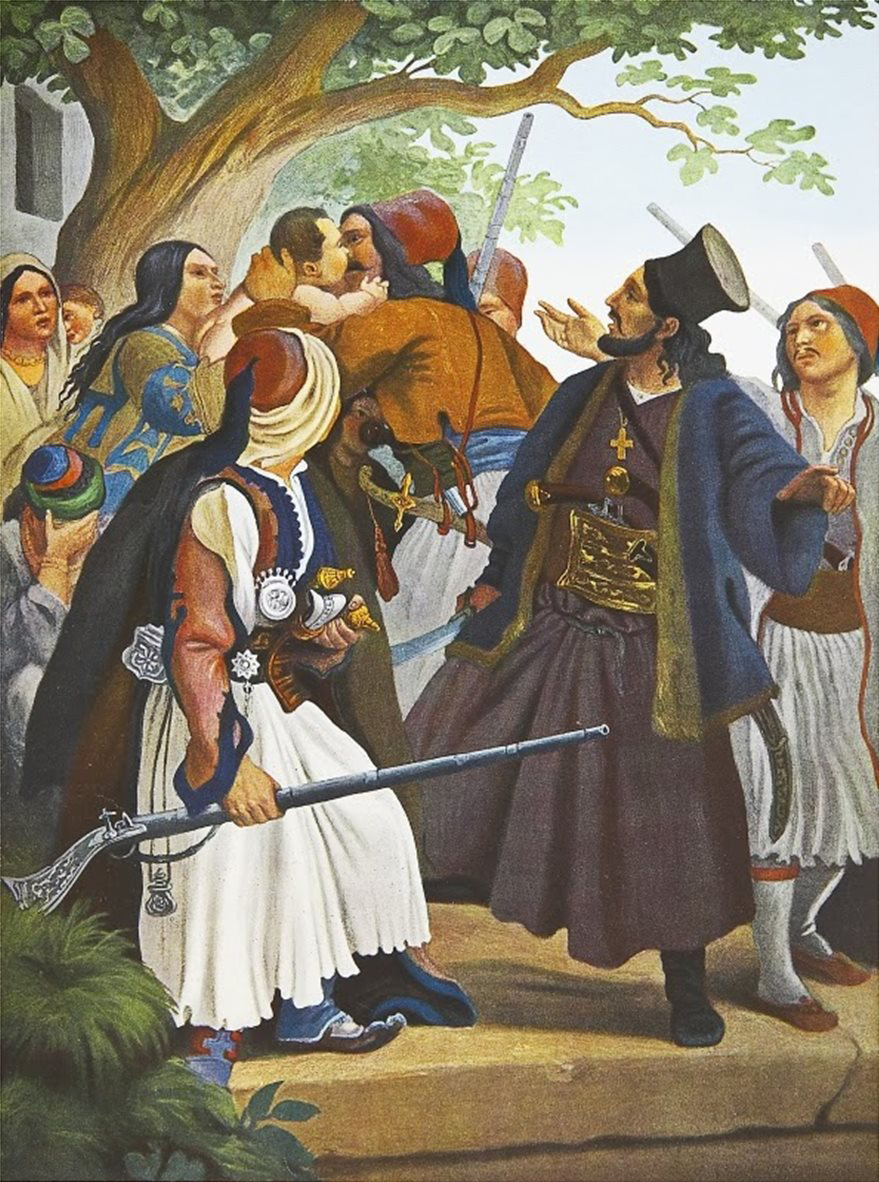
Diákos mène ses troupes au combat, Hess

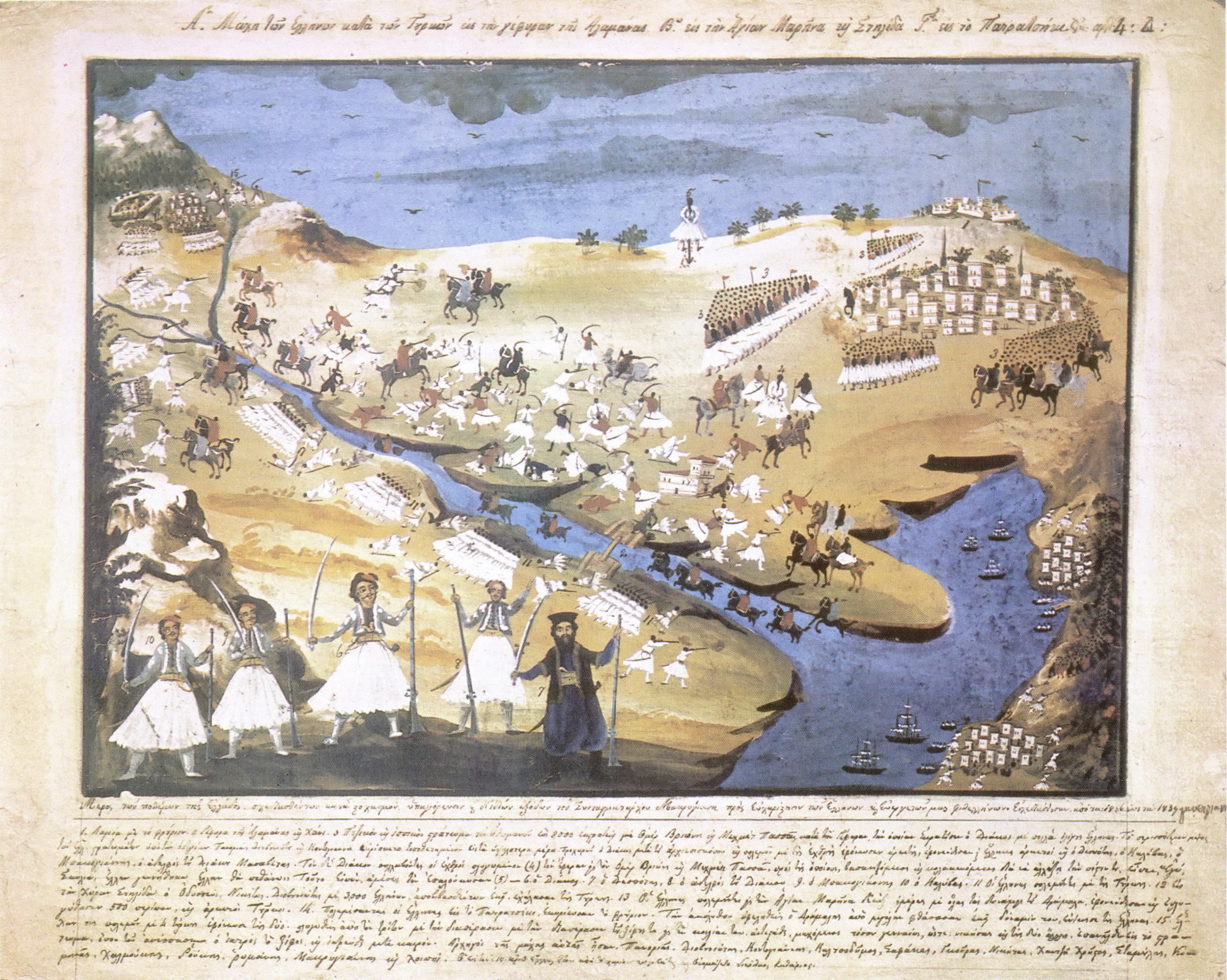
La bataille d'Alamána par Panayotis et Makriyannis ; Diákos empalé est visible au fond du tableau

Le souvenir de Diákos est devenu légende, appartenant plus au peuple qu'à l'histoire. Il a inspiré nombre d'artistes populaires et d'écrivains, même au-delà de la Grèce. Les thèmes les plus traités sont sa biographie, la bataille d'Alamána, et surtout sa capture. Toutes les images le représentant sont très postérieures à sa mort. La premier portrait que l'on connaît est celui de E. Demides (Paris, 1841). Puis le peintre heptanésien Dionýsios Tsókos a fait un portrait de lui, sur commande du gouvernement, en 1861. C'est sur ces deux images que sont basées les lithographies et xylographies des XIXe siècle et XXe siècle. La bataille d'Alamána a été dessinée par Panagiótis Zográfos (el) selon les indications de Yánnis Makriyánnis dans les années 1836-1839. C'est d'après ce tableau qu'ont été faites les lithographies en couleurs d'Aléxandros Isaïas, dessinées en Italie vers 1839. Diákos, vêtu d'habits sacerdotaux, est représenté dans le tableau de Peter Hess avec cette légende « Diákos mène au combat les Dervenochorites », et dans celui de Theodoros P. Vryzakis « La Grèce reconnaissante » de 1858. Au début du XXe siècle on installa à Lamia la statue en pied par le sculpteur Ioánnis Karakatsánis, et plus tard les bustes d'Athènes et d'Athanásios Diákos (le village renommé). Il fut représenté en peinture par Theófilos Hatzimichaíl, Konstantínos Parthénis, Fotis Kontoglou en 1943 représente un Diákos qui rappelle une icône byzantine, dans un mouvement des vêtements digne d'un archange intemporel. La fresque se trouve dans le bâtiment de la Mairie d'Athènes.
Díakos est aussi devenu un héros populaire du théâtre d'ombres Karaghiosis, inséparable de son yatagan, et nombre de marionnettistes ont créé une silhouette le représentant, comme Spyridon Kouzaros, Vasilaros (Vasilis Andrikopoulos), et Eugénios Spatharis. Sous l'occupation allemande, le Ministère de l'Éducation demandait à des graveurs connus de l'époque de créer des représentations de héros de 1821 pour décorer les écoles. Diákos faisait partie de ceux qui avaient été choisis pour être représentés, une tradition qui a continué par la suite. En 1945, un portrait en xylographie de Diákos entouré par les Turcs et le yatagan brisé, dessiné par Loukía Maggiorou dans son ouvrage Premier mai, sacrifice de la liberté, ouvre la liste des sacrifiés. Dans différentes œuvres populaires Diákos apparaît entouré de personnages de fiction, comme Hélène (Théophilos), ou avec d'autres héros de 1821. Parthénis a dessiné deux compositions symboliques dont le thème est l'apothéose d'Athanásios Diákos, en 1931 puis en 1944-46. Diákos est aussi figuré sur des médailles, des timbres, des pièces de monnaie, des armes et des objets d'art populaire.

### Littérature, histoire et chansons populaires
Les historiens de la révolution le distinguent rapidement. Filímon (1860) décrit par le menu sa fin, relate qu'il n'aurait pas laissé échapper le moindre cri de douleur, ni même aucune larme, l'appelle immortel (ce que son prénom signifie), et évoque Léonidas aux Thermopyles. Spyridon Trikoupis (1888) le compare aussi à Léonidas défendant les Thermopyles, décrit longuement sa capture « il est encerclé, et pris vivant et couvert de sang », et s'attache à rapporter ses paroles édifiantes à propos de la Grèce et de sa religion. Finlay, plus sobrement, en parle comme d'un « homme justement célébré pour son courage et son patriotisme ».
Les poètes grecs ont contribué à faire de son personnage une icône. En 1867, Aristotélis Valaorítis lui consacre un poème, Athanásios Diákos. Imprégné de nationalisme, il célèbre les héros de 1821, et appelle au chevet de Diákos les anciens klephtes des chansons populaires. Beaucoup d'autres poètes lui consacrent des vers. En 1877, Agapitou, dans son ouvrage sur les Grecs héros de 1821, le décrit à la fin du combat, « seul, sans armes, blessé, brûlant, couvert de sang », et s'en remet à la chanson populaire pour la suite, référence que fait aussi Kostís Palamás. Car c'est là que se trouve une grande source d'inspiration de ses hagiographes : la chanson La mort de Diákos, traduite en français en 1888, qui raconte le combat d'Alamána, comment Diákos a été fait prisonnier, ses dialogues avec Omer Vryoni, et son fameux « je suis né grec » (graikos) lors de son refus de l'apostasie devant Omer. Cette mort horrible et « exemplaire » a inspiré aussi au moins trois tragédies. En 1845 paraît à Athènes celle de Zambélios Athanásios Diákos. En 1859, est éditée une nouvelle tragédie en 3 actes de Léon Mélas sur le même thème, suivie d'une autre d'Antónios Antoniádis en 1893. Encore aujourd'hui, en 2016, la fête nationale du 25 mars qui célèbre l'indépendance offre à Athanásios Diákos des remerciements du peuple grec.

## Sources
- (el) Cet article est partiellement ou en totalité issu de l’article de Wikipédia en grec moderne intitulé « Αθανάσιος Διάκος » (voir la liste des auteurs).